# Бехтерщина
Бехтерщина (укр. Бехтерщина) — село, Широкодолинский сельский совет, Великобагачанский район, Полтавская область, Украина.
Код КОАТУУ — 5320285703. Население по переписи 2001 года составляло 297 человек.

## Географическое положение
Село Бехтерщина находится на расстоянии в 1 км от сёл Широкая Долина и Кротовщина. По селу протекает пересыхающий ручей с запрудой.